# سيسيل ديك
سيسيل ديك (بالإنجليزية: Cecil Dick)‏ هو رسام أمريكي، ولد في 1915، وتوفي في 1992 في تاهليكوا في الولايات المتحدة.